# Daniela Castro
Daniela Castro (ur. 17 sierpnia 1969 w Meksyku) – meksykańska aktorka filmowa.

## Wybrana filmografia
- 2007-2008: Sidła namiętności jako Lisabeta de Salamanca
- 2009: Mój grzech jako Rosario Pedraza de Córdoba
- 2013-2014: Za głosem serca jako Graciela Giacinti de Mendoza
- 2017-2018: Me declaro culpable[1][2]

## Nagrody

### Premios TVyNovelas
| Rok  | Kategoria                         | Telenowela            | Wynik     |
| ---- | --------------------------------- | --------------------- | --------- |
| 2015 | Najlepsza antagonistka            | Za głosem serca       | Wygrana   |
| 2010 | Najlepsza aktorka pierwszoplanowa | Mój grzech            | Nominacja |
| 2008 | Najlepsza antagonistka            | Sidła namiętności     | Nominacja |
| 1997 | Najlepsza protagonistka           | Cañaveral de pasiones | Wygrana   |